# Goodwin-Gletscher
Der Goodwin-Gletscher ist ein Gletscher an der Danco-Küste des Grahamlands auf der Antarktischen Halbinsel. Er mündet südlich des Pelletan Point in die Bahía Pelletan, eine Nebenbucht der Flandernbucht.
Teilnehmer der Belgica-Expedition (1897–1899) unter der Leitung des belgischen Polarforschers Adrien de Gerlache de Gomery kartierten ihn. Das UK Antarctic Place-Names Committee benannte ihn 1960 nach dem US-amerikanischen Fotopionier Hannibal Goodwin (1822–1900), dem Erfinder des Nitrozelluloserollfilms im Jahr 1887.